# Сагайдачное (Черкасская область)
Сагайдачное (укр. Сагайдачне) — посёлок в Городищенском районе Черкасской области Украины.
Население по переписи 2001 года составляло 87 человек. Почтовый индекс — 19523. Телефонный код — 4734.

## Местный совет
19523, Черкасская обл., Городищенский р-н, пгт Ольшана, ул. Шевченка, 190